# Nerastria opiparus
Nerastria opiparus är en fjärilsart som beskrevs av H. Edwards 1881. Nerastria opiparus ingår i släktet Nerastria och familjen nattflyn. Inga underarter finns listade i Catalogue of Life.